# Herreanthus
Genre
Classification phylogénétique
Herreanthus Schwantes est un genre de plante de la famille des Aizoaceae.
Herreanthus Schwantes, in Gartenwelt 32: 514 (1928)
Type : Herreanthus meyeri Schwantes

## Liste des espèces
Herreanthus Schwantes est, à ce jour, un genre monotype.
- Herreanthus meyeri Schwantes